# Alexandre Faria
Alexandre Nuno de Aguiar Faria (Luanda, 9 de Maio de 1973) é um escritor, advogado, gestor e político português. Foi Presidente do Grupo Desportivo Estoril Praia entre 2014 e 2024 .

## Biografia
Alexandre Faria nasceu em Luanda, filho da jornalista Maria Virgínia Aguiar, a primeira mulher que integrou a redação de um jornal em Portugal, e de Armando Faria, arquitecto naval. Concluiu os estudos secundários na Escola Secundária de Cascais e na Escola Secundária de São João do Estoril, licenciou-se em Direito na Faculdade de Direito da Universidade de Lisboa na área de Ciências Jurídico-Políticas e possui dois Doutoramentos Magna Cum Laude em Gestão Desportiva e em Sociologia. Casado com Eduarda Martins, advogada, é pai de três filhas e reside em Cascais.

## Carreira

### Profissional
É advogado inscrito no Conselho Distrital de Lisboa da Ordem dos Advogados desde Setembro de 2002.
Foi fundador e administrador, entre Janeiro de 2006 e Dezembro de 2009, da Sociedade de Advogados Umberto Pacheco, A. Faria, J. Vaz, P. Cerqueira & Associados, Sociedade de Advogados, RL .
Desde 2010 é sócio da Sociedade de Advogados EJM, Sociedade de Advogados, RL.
De Outubro de 2013 a Maio de 2015 exerceu funções de gestor público como administrador-executivo da empresa municipal Cascais Dinâmica, Gestão de Economia, Turismo e Empreendedorismo, EM, SA .

### Política
Autarca em Cascais desde 1994, foi Deputado Municipal na Assembleia Municipal de Cascais de 1994 a 1998 e de 2002 a 2010, Porta-voz e Membro da Assembleia de Freguesia do Estoril de 1998 a 2002, altura em que acumulou funções como assessor jurídico do Vice-Presidente da Câmara Municipal de Cascais.
Foi Vereador da Câmara Municipal de Cascais no mandato autárquico 2009/2013, responsável pelos pelouros dos Assuntos Jurídicos, Auditoria Interna, Pacto dos Autarcas e pelas Relações Internacionais. Nestas últimas funções, foi o proponente de cinco novos acordos de geminação, com as cidades de Bolama, na Guiné-Bissau, Ungheni, na Moldávia, Campinas, no Brasil, Sausalito, nos Estados Unidos da América, e Karsiyaka, na Turquia , aumentando o número de cidades irmãs de Cascais para 14  e destacando-se pela promoção da diplomacia económica local .
Foi candidato à presidência da Câmara Municipal de Cascais nas eleições autárquicas de 2021, pela coligação Todos por Cascais, composta pelo Partido Socialista, PAN e Partido Livre. Eleito Vereador para o mandato 2021/2025 , é responsável executivo pelo Desenvolvimento Estratégico nas Áreas do Conhecimento, Instalação e Investigação Universitária, pelas Políticas Públicas Municipais na Rede Universitária prevista para o Concelho e pelos Projetos Estruturantes.
É cronista residente num dos maiores jornais semanários portugueses.

### Associativa e Desportiva
Foi Diretor do jornal universitário Lex Press da Associação Académica da Faculdade de Direito da Universidade de Lisboa entre 1992 e 1994  e organizou diversos projectos humanitários e culturais pela Faculdade de Direito da Universidade de Lisboa em países africanos de expressão portuguesa (São Tomé e Príncipe, 1994; Guiné-Bissau, 1995; e Moçambique, Regiões Sul, Centro e Norte, de 1996 a 1998).
Entre 2006 e 2010 foi membro da Comissão de Protecção de Crianças e Jovens de Cascais . Foi membro da Direção da Associação Humanitária dos Bombeiros Voluntários de Cascais de 7 de Dezembro de 2010 a 28 de Agosto de 2021 . É membro honorário da Associação Pró-Bolama, da República da Guiné-Bissau, desde 16 de Março de 2013 .
Foi Vice-Presidente do Grupo Desportivo Estoril Praia entre 12 de Maio de 2008 e 4 de Abril de 2014  e Administrador da Estoril Praia Futebol SAD de 31 de Outubro de 2011 a 17 de Dezembro de 2020 . Sagrou-se campeão nacional da 2ª Liga na época 2011/2012, tendo a equipa profissional de futebol, na época 2012/2013, terminado num histórico 5º lugar na Primeira Liga do futebol português, alcançando o feito inédito de participar na competição europeia Liga Europa, repetindo essa participação na época desportiva 2013/2014, quando terminou em 4.º lugar.
A 4 de Abril de 2014, foi eleito Presidente do Grupo Desportivo Estoril Praia para o mandato 2014-2016.. Nesse mandato criou 14 novas modalidades no clube, conquistando os títulos de campeão nacional na Pesca Submarina, no triatlo de longa distância , diversos títulos no Futsal e no Futebol Feminino, para além da inédita criação de uma academia feminina de futebol, exclusiva para jogadoras até aos 12 anos. Foi ainda responsável pela renovação do centro de treinos do clube e dos seus campos sintéticos, garantindo o maior investimento de sempre no futebol de formação, inaugurando também uma nova sede social e o museu do clube.
Foi reeleito para o mandato de 2017-2020 , assinalado pelas conquistas distritais da equipa de futebol sénior de formação do clube , pela internacionalização dos programas de formação de atletas estrangeiros, oriundos da Índia, Estados Unidos da América, Canadá e China , e pelos títulos de campeões nacionais obtidos na Pesca Submarina , na Fotografia Subaquática  e no Triatlo, com a inédita conquista da Taça de Portugal de 2017 , do campeonato nacional de Duatlo, de Swimrun e vice-campeonato nacional de Triatlo Longo masculino e feminino . Em ano de estreia em 2018, o Bodyboard conquistou o título de campeão nacional de Bodyboard sub18  e o título europeu no European Tour de Bodyboard 2018 .
Em Fevereiro de 2018 tornou o Estoril Praia no primeiro clube do Mundo a aderir aos Objectivos 2030, Objetivos de Desenvolvimento Sustentável da Organização das Nações Unidas, adoptando vinte medidas concretas junto desta organização , assim como à Carta Portuguesa para a Diversidade .
Em Junho de 2020 recebeu a Bandeira da Ética atribuída pelo Instituto Português do Desporto e Juventude .
A 27 de Julho de 2020 foi reeleito para um terceiro mandato como Presidente do Grupo Desportivo Estoril Praia, para o quadriénio 2020-2024 , tornando-se no Presidente da Direção com mais títulos conquistados na história do clube. A 5 de Abril de 2024, cessou funções como Presidente da Direção e foi eleito Presidente da Assembleia Geral do Estoril Praia para o mandato 2024/2028.
É membro do Conselho Consultivo da MEL-Mulheres Empreendedoras da Lusofonia desde 1 de Junho de 2022.

### Literária
Em 2008 publicou os seus primeiros livros, o romance Filhos de África e o ensaio Em Busca do Autarca Perdido, ambos pela Editora Macalfa. 
Em 2013 lançou o ensaio Tratado Internacional de Cascais, publicado pela Câmara Municipal de Cascais. 
Participou no livro Testemunhos para o futuro de Antigos Alunos da Faculdade de Direito da Universidade de Lisboa, Volume I, publicado em 2017 . 
A segunda edição do romance Filhos de África foi publicada em 2018 pela Poética Edições. 
A 12 de Abril de 2019 lançou no Estádio António Coimbra da Mota o ensaio Liderar no Desporto, Uma História no Estoril Praia, obra apresentada por Fernando Santos, seleccionador nacional de futebol, publicado pelo Grupo Editorial Poética. 
O seu percurso literário foi mencionado na obra de Tomás Lima Coelho, Autores e Escritores de Angola 1642-2018, assim como na edição seguinte, de Tomás Lima Coelho e Sedrick de Carvalho, Autores e Escritores de Angola 1642-2022 . 
A 8 de Novembro de 2019, no Centro Cultural de Cascais, lançou o romance Aldeia Mágica, publicado pela Poética Edições, obra apresentada por Salvato Teles de Menezes e Luís Filipe Sarmento . 
No dia 20 de Junho de 2020 lançou o seu sexto livro, o primeiro de poesia depois de três ensaios e dois romances, intitulado Entre Hemisférios, publicado pela Poética Edições e apresentado de forma inédita ao ar livre num campo de futebol . 
A 19 de Abril de 2021 lançou o seu segundo livro de poesia, Oficina de Espantos, no Parque Marechal Carmona em Cascais, apresentado no auditório ao ar livre por Luís Filipe Sarmento e pelo ator brasileiro Pedro Cardoso . 
No dia 16 de Outubro de 2021 lançou o ensaio Os Segredos do Casamento - História, Costumes e Cerimónias, numa cerimónia de renovação de votos realizada no Hotel Tivoli Seteais, em Sintra . 
A 29 de Maio de 2022 lançou o seu nono livro, o terceiro de poesia, intitulado A leoa sentada em sua mágoa, uma homenagem à Mulher e ao seu percurso pela história da humanidade através da poesia, apresentado no Centro Cultural de Cascais por Ana Catarina Mendes . 
A 14 de Outubro de 2023 apresentou o seu terceiro romance, Okinca, assim como o seu primeiro livro infantojuvenil, A Princesa dos Bijagós, ambos sobre Okinka Pampa, a última Rainha dos Bijagós, tendo as obras sido lançadas na Casa das Histórias Paula Rego, em Cascais, por Lídia Praça e Ana Catarina Mendes . 
No dia 26 de Outubro de 2024 lançou o seu quarto romance, Sol nas costas, no Centro Cultural de Cascais, uma obra apresentada por Kátia Casimiro e por João Nuno Baptista, com uma atuação musical de Korá pelo Mestre Braima Galissa . 
A 9 de Novembro de 2024, lançou o livro Filhos do Espanto, em Ponta Delgada, nos Açores, no âmbito do VII Encontro Internacional de Poesia da Macaronésia. Com prefácio de João Carlos Abreu, a obra apresenta uma seleção poética das obras anteriores do autor, para além de poemas originais, com traduções para Crioulo, Espanhol, Francês, Inglês e Alemão. 
A 10 de Maio de 2025, lançou o livro Crónicas ao Sol, no Museu Condes de Castro Guimarães, em Cascais, obra apresentada por Nuno Piteira Lopes, Vice-Presidente da Câmara Municipal de Cascais, e por Mário Ramires, Jornalista e antigo diretor do Semanário Sol. Com prefácio de Mário Ramires, este livro reúne diversos artigos de opinião de Alexandre Faria, publicados neste semanário entre os anos de 2021 a 2025, tendo por base reflexões sobre a evolução do mundo, saído de uma pandemia e ameaçado por totalitarismos, assim como a defesa da Cultura, da Liberdade e da Lusofonia . 

## Obras publicadas
Ensaios
- Em Busca do Autarca Perdido, Editora Macalfa, 2008
- Tratado Internacional de Cascais, Câmara Municipal de Cascais, 2013
- Liderar no Desporto, Uma História no Estoril Praia, Grupo Editorial Poética, 2019
- Os Segredos do Casamento - História, Costumes e Cerimónias, Poética Edições, 2021

Romances
- Filhos de África, Editora Macalfa, 2008; Poética Edições, 2018
- Aldeia Mágica, Poética Edições, 2019
- Okinca, Editorial Novembro, 2023
- Sol nas costas, Editorial Novembro, 2024

Poesia
- Entre Hemisférios, Poética Edições, 2020
- Oficina de Espantos, Poética Edições, 2021
- A leoa sentada em sua mágoa, Poética Edições, 2022
- Filhos do Espanto, Edições Fraternitas, 2024

Infantojuvenil
- A Princesa dos Bijagós, Editorial Novembro, 2023

Crónicas
- Crónicas ao Sol, Editorial Novembro, 2025

Participações noutras obras
- Geminação entre Cascais e Atami - História de uma Amizade, de Inês Carvalho Matos, Câmara Municipal de Cascais, 2013[83]

- Testemunhos para o futuro de Antigos Alunos da Faculdade de Direito da Universidade de Lisboa, Volume I, AlumniFDL, 2017[84]
- Estoril Praia 80 Anos 80 Figuras, de João Fortes Rocha, Produção Independente Edições, 2019[85]
- Latitudes da Semelhança, de Isabel Nolasco, Poética Edições, 2020[86]
- A Norte do Futuro - Homenagem Poética a Paul Celan no Centenário do seu Nascimento, de Maria Teresa Dias Furtado, Poética Edições, 2020[87]
- Sou Tu Quando Sou Eu - Homenagem à Amizade, antologia organizada por Maria Teresa Dias Furtado, Poética Edições, 2021[88]
- I Can't Breathe - A Poetic Anthology of Social Justice, antologia organizada por Christopher Okemwa, Kistrech Theatre International, 2021[89]
- Água Silêncio Sede - Homenagem Poética a Maria Judite de Carvalho no centenário do seu nascimento, antologia organizada por Lília Tavares e Carlos Campos, Poética Edições, 2021[90]
- Estádio de Espírito, de César Rodrigues, Sana Editora, 2021[91][92]
- Amor em Folhas, de Ernesto Dabo, Editorial Novembro, 2022[93]
- Viagem, de Diana Sanches, Grupo Editorial Poética, 2022[94]
- Aprender a Ser Treinador - Partilha de visões, de João Nicolau, Cultura Editora, 2022[95]
- Carcavelos e Parede - Histórias e Memórias, União de Freguesias de Carcavelos e Parede, 2025 [96]

## Distinções
- 2012: recebeu o Diploma de 1.º Grau do Governo da República da Moldávia, “em reconhecimento pela sua contribuição e promoção intercultural entre a República da Moldávia e a República Portuguesa” [97];
- 2013: foi distinguido com o Prémio Internacional Ulysses Grant, “pela valiosa contribuição dada à Cidade de Bolama, na República da Guiné-Bissau” [98], recebendo no mesmo ano a Ordem de Honra da República da Moldávia, condecoração de Estado atribuída pelo Presidente da República da Moldávia, “em reconhecimento de profunda gratidão pela sua notável contribuição ao desenvolvimento e consolidação das relações de amizade e cooperação entre a República Portuguesa e a República da Moldávia e pelo apoio constante concedido à comunidade moldava na sua integração no meio sociocultural português” [99];
- 2016: foi galardoado com o Prémio de Mérito do Grupo Desportivo Estoril Praia;
- 2017: foi distinguido com a Medalha de Honra da Freguesia de Alcabideche, em reconhecimento pela sua carreira e pelo trabalho desenvolvido[100][101];
- 2021: recebeu o Diploma de Mérito da Cidade de Bolama, atribuído pelo Ministério da Administração Territorial e do Poder Local da República da Guiné-Bissau "pelo seu elevado contributo ao desenvolvimento da Cidade de Bolama", assim como o Diploma de Mérito da Secretaria de Estado da Cultura da República da Guiné-Bissau, "a título de reconhecimento pelas suas obras literárias, em particular o romance Aldeia Mágica, e pela valiosa contribuição prestada à cultura nacional"[102].
- 2022: o seu romance Aldeia Mágica recebeu o Prémio Literatura Júlio César Andrino - Melhor Obra, na Gala dos Prémios Júlio César Andrino realizada no Auditório Ruy de Carvalho, em Carnaxide [1][103].
- 2024: foi distinguido com o Prémio Literário Marcelino Marques de Barros, entregue pelo Ministro da Cultura, Juventude e Desportos da Guiné-Bissau, Augusto Gomes, na Feira da Cultura da Lusofonia em Bolama [2][104][105].